# Wolfgang Brandstetter
Wolfgang Brandstetter (ur. 7 października 1957 w Haag) – austriacki prawnik i nauczyciel akademicki, w latach 2013–2017 minister sprawiedliwości, w 2017 także wicekanclerz.

## Życiorys
W latach 1976–1978 studiował anglistykę i rusycystykę na Uniwersytecie Wiedeńskim. W 1980 został absolwentem prawa na tej uczelni, a w 1991 uzyskał habilitację.
Od 1980 nauczyciel akademicki na Uniwersytecie Wiedeńskim, został zatrudniony w instytucie prawa karnego i kryminologii. W 1998 otrzymał stanowisko profesora prawa karnego i postępowania karnego. W 1997 podjął również pracę na Universität Linz. W 2007 został profesorem i dyrektorem instytutu na Uniwersytecie Ekonomicznym w Wiedniu. Wykładał także na uniwersytetach w Grazu, Brnie i Krakowie.
W grudniu 2013, pozostając bezpartyjnym, z rekomendacji Austriackiej Partii Ludowej objął stanowisko ministra sprawiedliwości w drugim rządzie Wernera Faymanna. Pozostał na tym stanowisku także w utworzonym w maju 2016 gabinecie Christiana Kerna. W maju 2017, po rezygnacji Reinholda Mitterlehnera i rozpisaniu przedterminowych wyborów, został dodatkowo wicekanclerzem. W grudniu 2017 zakończył pełnienie funkcji rządowych. W lutym 2018 powołany w skład Trybunału Konstytucyjnego.

## Odznaczenia
- Wielki Krzyż Orderu Zasługi Księstwa Liechtenstein (2019)[5]